# ヴェネツィアを舞台とした作品一覧
ヴェネツィアを舞台とした作品一覧（ヴェネツィアをぶたいとしたさくひんいちらん）では、独特の景観から扱われることも多い都市ヴェネツィアを、舞台・モデルにして作られている様々な関連作品について説明する。
基本的に年順に掲載する。

## ヴェネツィアを舞台とした作品
- 戯曲『ヴェニスの商人』 - ウィリアム・シェイクスピア作。1594年～1597年制作。
- 戯曲『オセロ』 - ウィリアム・シェイクスピア作。1602年制作。
- 小説『ベニスに死す』 - トーマス・マン作。1912年発表。のちに映画化。
- 映画『夏の嵐』 - ルキノ・ヴィスコンティ監督。1954年制作。
- 映画『旅情』 - 1955年制作。
- 絵画『カ・ドーロ（ヴェネツィア）』（荻須高徳）- 1957年
- 映画『ベニスに死す』 - 1971年制作。同名小説の映画化。
- 絵画『市場（ヴェネツィア）』（荻須光徳）- 1972年
- 漫画『オレンジは血の匂い』 - 和田慎二作、『神恭一郎事件簿シリーズ』の一作。1974年発表。
- アルバム『ヴェネツィア (加藤和彦のアルバム)』 - 1984年制作。
- 漫画『こちら葛飾区亀有公園前派出所』 - 46巻「ゴンドラのうたの巻」はヴェネツィア（作中表記はベニス）が舞台。1987年発表。
- 映画『バンパイア・イン・ベニス』- 1988年制作。
- 小説『海の都の物語　ヴェネツィア共和国の一千年』 - 塩野七生作の歴史小説。1989年出版。
- 漫画『La Maschera（ラ・マスケーラ）』 - 吉野朔実作。1990年出版。
- 随筆『ヴェネツィアの宿』 - 須賀敦子作。1998年出版。
- 映画『娼婦ベロニカ』 - 1998年制作。
- ゲーム　『ザ・ハウス・オブ・ザ・デッド 2』 - 1998年
- 映画『ベニスで恋して』 - 2000年制作。
- 小説『どろぼうの神さま』 - コルネーリア・フンケ作。2000年発表。
- 小説『鏡のなかの迷宮』-　 カイ・マイヤー作のファンタジー小説。2001年発表。
- 漫画『花衣夢衣』 - 津雲むつみ作。2000年発表。原作番外編「水の都から」は主人公の次男が留学していた、イギリスの高校を卒業後。海外放浪の旅に出た先であり、移住したベネチアが舞台。
- 漫画『Forget-me-not』 - 鶴田謙二作。2003年出版。
- 映画『ヴェネツィア・コード』 - 2004年制作。
- 小説『水の都のフローラ　～錬金術師のタマゴたち～』 - 南房秀久作のファンタジー小説。2005年発表。
- 漫画『ヴェネツィア恋物語』 - ラウラ・フェッロ作。2005年出版。
- 小説『とある魔術の禁書目録』 - 11巻はヴェネツィアとキオッジャが舞台となっている。2006年発表。
- ゲーム『アサシン クリード II』 - 2009年発売。後半の主な舞台となる。
- 漫画『GUNSLINGER GIRL』 - 2009年発売の単行本第11巻にて、ヴェネツィアの鐘楼占拠事件が登場する。
- 小説『ピエタ』 - 大島真寿美作。短篇として2009年発表後、長篇化され2011年出版。2012ラジオドラマ化
- 映画『ツーリスト』 - 2010年制作。
- ラジオドラマ『ピエタ』NHK-FM、青春アドベンチャー 2012年
- 小説『快楽』 - 青山七恵作。2013年発表。
- 映画 『ラブライブ!サンシャイン!! The School Idol Movie Over the Rainbow』2019年制作

## ヴェネツィアが登場する作品
- 映画『007 ロシアより愛をこめて』 - 1963年制作。ラスト近くはヴェネツィアが舞台。エンド・クレジットに流れるマット・モンローの甘い歌声の主題歌がバックのヴェネツィアの街にぴったり合っていて、短いながらも印象的な使われ方をしている。
- 映画『007 ムーンレイカー』- 1979年制作。
- 映画『インディ・ジョーンズ/最後の聖戦』 - 1989年制作。
- 漫画『ジョジョの奇妙な冒険 Part2 戦闘潮流』- 荒木飛呂彦作。1989年刊行。8巻「最終試練！ の巻」にて波紋修行の地として登場する。2013年にアニメ化
- 漫画『ジョジョの奇妙な冒険 Parte5 黄金の風』- 荒木飛呂彦作。1997年刊行。55巻「ヴェネツィア上陸作戦の巻」にて登場する。2018年にアニメ化
- 映画『幸せになるためのイタリア語講座』- 2003年制作。
- 映画『007 カジノ・ロワイヤル』 - 2006年制作。
- 映画『ミニミニ大作戦』 - 2003年制作。物語冒頭で、サンマルコ広場でのシーンとヴェネツィアの運河を舞台としたボートチェイスが撮影されており、建造物保護の問題から撮影許可の申請に苦労したというこぼれ話がある。
- 映画『ペンギンズ FROM マダガスカル ザ・ムービー』 - 2014年制作。

## ヴェネツィアをモデルとしている架空都市
独特の景観から、ヴェネツィアをモデルにして様々な作品の中で架空都市が作られている。
- 『ネオ・ヴェネツィア』 - 漫画『AQUA』『ARIA』および、アニメ『ARIA』に登場するテラフォーミング化された火星に登場する架空の町。水没前のヴェネツィアを移転、再構築された。（2001年発表）
- 『アルトマーレ』 - 『劇場版ポケットモンスター 水の都の護神 ラティアスとラティオス』に登場する架空の町。劇場版ポケットモンスターで舞台のモデルに実在する町が使われたのは本作から。（2002年発表）
- 『ウォーターセブン』 - 漫画『ONE PIECE』および、それを原作としたテレビアニメ『ONE PIECE』に登場する架空の町。造船の町。（2004年発表）
- 『水の都』 - ゲーム『ケロロRPG 騎士と武者と伝説の海賊』に登場する架空の町。街中でゴンドラが見られる。（2010年発表）
- 『水の都』 - ゲーム『NINJA GAIDEN 2』に登場する都市。
- 『アストリア』 - アニメ『天空のエスカフローネ』に登場する架空の惑星ガイアに存在している多民族都市。物語の主な舞台でもある。
- 『ベネチア』 - ゲーム『テイルズオブファンタジア』に登場する都市。
- 『オルティシエ』- ゲーム『FINAL FANTASY XV』に登場する都市。